# Hey Jude (альбом)
Hey Jude — студійний альбом американського співака Вілсона Пікетта. Випущений у 1969 році лейблом Atlantic Records. Записаний у 1969 році у Масл-Шолс (ш. Алабама). В записі альбому взяв участь гітарист Дуейн Оллмен.
У 1969 році альбом посів 15-е місце у чарті R&B Albums і 97-е місце у чарті Billboard 200 журналу «Billboard».

## Список композицій
1. «Save Me» (Джордж Джексон) — 2:37
2. «Hey Jude» (Джон Леннон, Пол Мак-Картні) — 4:07
3. «Back in Your Arms» (Леррі Чемберс, Джордж Джексон, Мелвін Лікс, Реймонд Мур) — 2:57
4. «Toe Hold» (Айзек Хейз, Девід Портер) — 2:50
5. «Night Owl» (Дон Ковей) — 2:22
6. «My Own Style of Loving» (Джордж Джексон, Мелвін Лікс, Реймонд Мур) — 2:44
7. «A Man and a Half» (Леррі Чемберс, Джордж Джексон, Мелвін Лікс, Реймонд Мур) — 2:52
8. «Sit Down and Talk This Over» (Вілсон Пікетт, Боббі Вомек) — 2:21
9. «Search Your Heart» (Джордж Джексон, Реймонд Мур) — 2:46
10. «Born to Be Wild» (Марс Бонфайр) — 2:46
11. «People Make the World» (Боббі Вомек) — 2:26

## Учасники запису
| - Вілсон Пікетт — вокал - Дуейн Оллмен — гітара - Джиммі Джонсон — гітара - Альберт Лоу — гітара - Беррі Беккетт — клавішні, фортепіано - Роджер Гокінс — ударні - Девід Гуд — бас - Джеральд Джеммотт — бас - Джин Міллер — труба - Джек Пек — труба - Джо Арнольд — тенор саксофон - Аарон Варнелл — тенор саксофон - Джеймс Мітчелл — баритон саксофон - Марвелл Томас — орган - The Sweet Inspirations — бек-вокал | Технічний персонал - Рік Голл — продюсер, інженер - Том Дауд — продюсер - Джим Каммінз — фотографія обкладинки - Лорінг Ютемі — дизайн обкладинки |

Записаний на студії Fame Recording Studios в Масл-Шолс (Алабама).

## Позиції у чартах
Альбом
| Рік  | Чарт          | Позиція |
| ---- | ------------- | ------- |
| 1969 | Billboard 200 | 97      |
| 1969 | R&B Albums    | 15      |

Сингли
| Рік  | Сингл             | Чарт              | Позиція |
| ---- | ----------------- | ----------------- | ------- |
| 1969 | «Born to Be Wild» | R&B Singles       | 41      |
| 1969 | «Born to Be Wild» | Billboard Hot 100 | 64      |
| 1969 | «Hey Jude»        | R&B Singles       | 13      |
| 1969 | «Hey Jude»        | Billboard Hot 100 | 23      |

## Деталі релізу
| Рік  | Лейбл    | Формат | Каталог | Країна |
| ---- | -------- | ------ | ------- | ------ |
| 1969 | Atlantic | LP     | SD 8215 | США    |